# Thurn und Taxis
La casa principesca de Thurn und Taxis (en alemany des Fürst enhaus von Thurn und Taxis) és una família aristòcrata alemanya que va exercir un gran paper en el servei postal a Europa durant el segle xvi, sent avui prou coneguda per ser la propietària de nombroses cerveseries i constructora d'un gran nombre de castells, a part de ser una de les majors fortunes d'Alemanya.

## Història
Al segle xii, la família llombarda «tasso» (que significa teixó) residia en Camerata Cornellà, Bèrgam. El teixó (alemany: Dachs) va esdevenir l'escut d'armes de la família quan els aristòcrates Tasso es van establir a Alemanya, i el 1624, es van convertir en comtes (alemany graf). Cap al 1650, van canviar els cognom italià original " Della Torre i Tasso " a una traducció a l'alemany per la qual són coneguts: Thurn und Taxis. El 1695, la família va rebre el privilegi d'usar el títol de prínceps gràcies a l'Emperador Leopold I del Sacre Imperi Romanogermànic.
Ruggiano de Tassis va fundar un servei postal a Itàlia a finals del segle xv, aconseguint gran èxit. Més tard, l'11 de desembre del 1489, en Innsbruck, Janette von Taxis va ser designat com a cap dels serveis postals de l'Sacre Imperi Romanogermànic. La família va conservar aquesta exclusiva posició durant segles, dividint les seves activitats comercials en tant els feus del Sacre Imperi es feien cada vegada més autònoms; tot i això, ni la Guerra dels Trenta Anys ni posteriors conflictes o commocions els van arrabassar la direcció dels serveis postals de gran part d'Europa Central. El 12 de novembre del 1516, la família Thurn und Taxis establir un servei postal a Brussel·les, que arribava fins a Roma, Nàpols, Espanya, Alemanya i França a través d'estafetes.

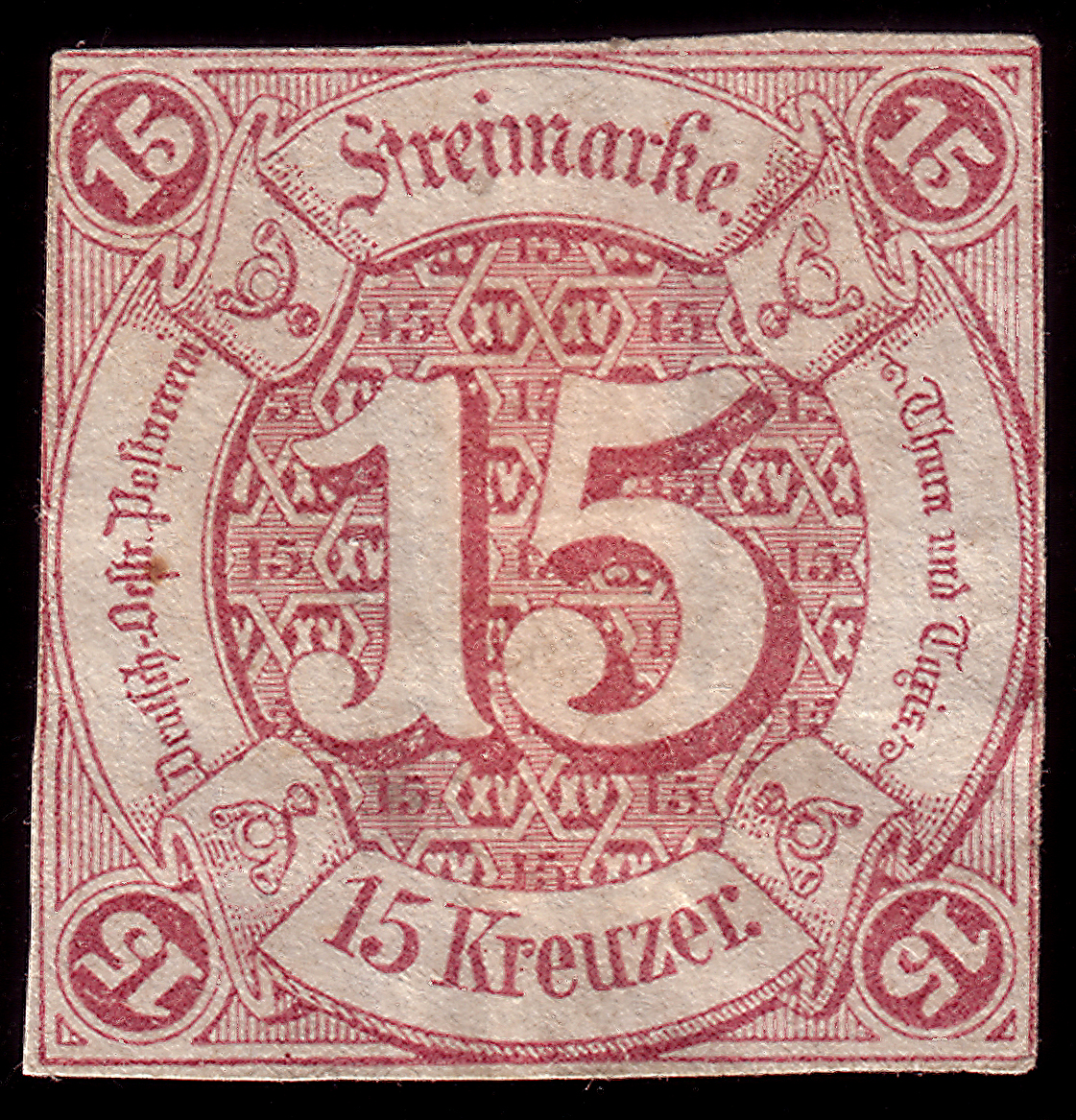
Segell de Thurn-und-Taxis per valor de 15 Kreuzer, l'any 1859

La companyia Thurn und Taxis duraria fins al segle xviii, quan les seves seus en territoris de baix domini d'Espanya van ser comprades pel govern d'aquest país, deixant d'operar com a empresa particular als territoris dels Borbons. Després de les Guerres Napoleòniques, les activitats del servei postal de Thurn und Taxis es van concentrar a Alemanya, oferint un servei privat de correus al Gran Ducat de Baden, Hessen, Württemberg, Baviera, Baixa Saxònia i Renània.
Amb la creació del segell postal a Gran Bretanya l'any 1840, i la primera emissió de segells fetes a Alemanya (Baviera, l'any 1849) la família Thurn und Taxis va adoptar aquesta innovació i va emetre les seves pròpies estampilles a partir del 1852, les quals es van emprar profusament en les oficines postals de la companyia. El triomf de Prússia sobre Àustria a la Guerra de les Set Setmanes va causar que les tropes prussianes ocupessin tota Renània, incloent Frankfurt, la seu comercial dels Thurn und Taxis. Davant d'això, la família va decidir vendre tot el seu negoci postal privat al govern de Prússia, deixant d'operar definitivament el 1867.
Molts membres d'aquesta família es van convertir en cavallers de l'Orde de Malta.
L'actual cap de la casa de Thurn und Taxis és S. A. S. Albert II de Thurn und Taxis, fill de Johannes i de la seva esposa Gloria. La família és una de les més riques d'Alemanya i resideixen, des del 1748, al Castell de St. Emmeram, a Ratisbona. La cerveseria de la família va ser venuda al Grup Paulaner de Múnic, el 1996, però encara produeix cervesa sota la marca comercial Thurn und Taxis.

## Barons de Taxis (1608-1624)
- Leonardo I von Taxis (1608 - 1612)
- Lamoral von Taxis (1612 - 1624)

## Comtes de Thurn und Taxis (1624-1695)
- Lamoral von Taxis (1624-1624)
- Leonardo II von Thurn und Taxis (1624 - 1628)
- Lamoral Claudio Francesco von Thurn und Taxis (1628 - 1676)
- Eugenio Alessandro von Thurn und Taxis (1676 - 1695)

## Prínceps de Thurn and Taxis (1695-present)
- Eugen Alexander von Thurn und Taxis (1695 - 1714)
- Anselm Franz von Thurn und Taxis (1714 - 1739)
- Alexander Ferdinand von Thurn und Taxis (1739 - 1773)
- Karl Anselm von Thurn und Taxis (1773 - 1805)
- Karl Alexander von Thurn und Taxis (1805 - 1827)
- Maximilian Karl von Thurn und Taxis (1827 - 1871)
- Maximilian Maria von Thurn und Taxis (1871 - 1885)
- Albert I von Thurn und Taxis (1885 - 1952)
- Franz Josef von Thurn und Taxis (1952 - 1971)
- Karl August von Thurn und Taxis (1971 - 1982)
- Johannes von Thurn und Taxis (1926 - 1990)
- Alberto von Thurn und Taxis (1990 - present)

## Thurn und Taxis en la cultura popular
Al llibre The Crying of Lot 49, de l'escriptor Thomas Pynchon, la família Thurn und Taxis es disputava el monopoli del servei de correus amb el Servei Trystero (o Tristero), o simplement "Trystero".